# Stichtse Vecht

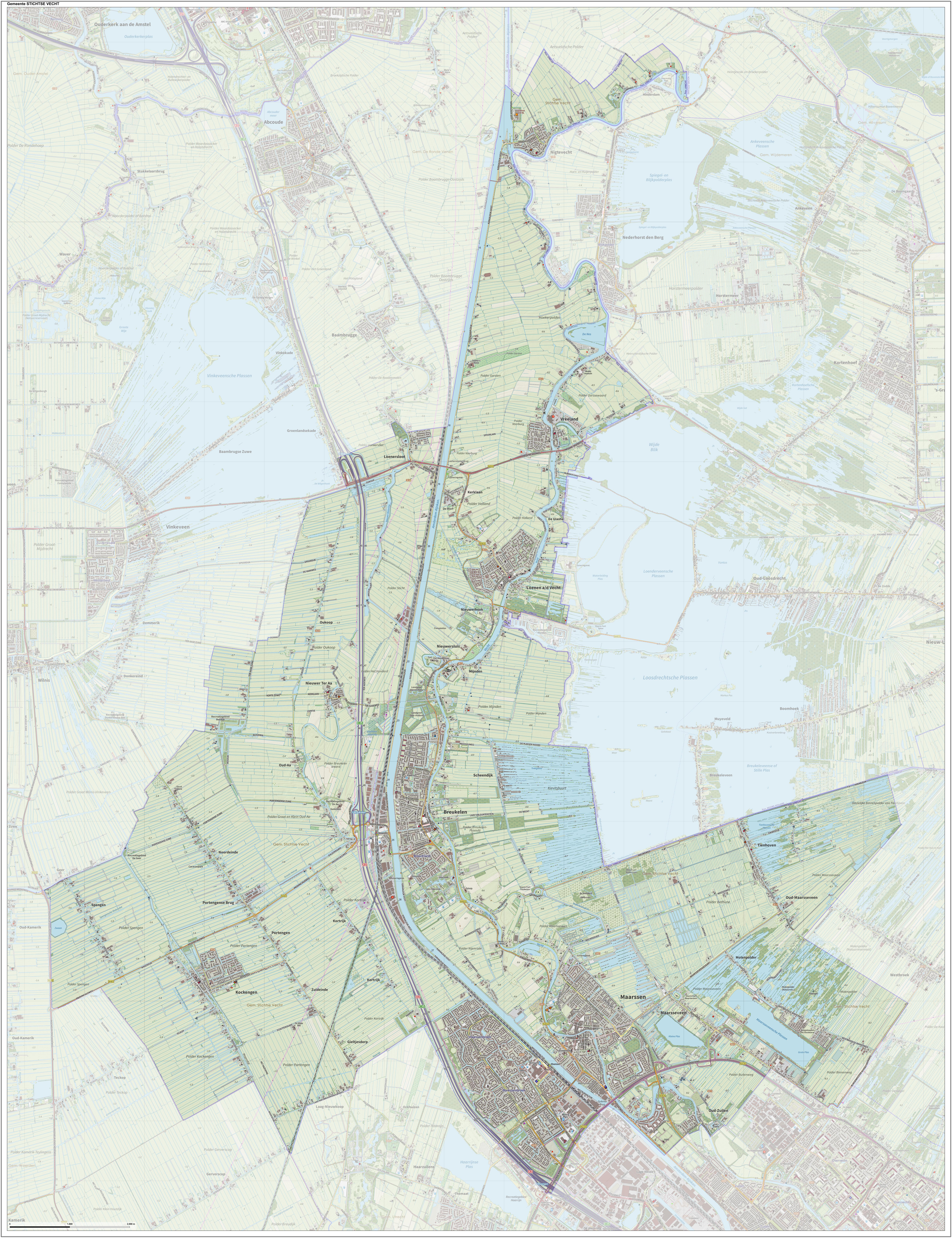
Topografische gemeentekaart van Stichtse Vecht, september 2022

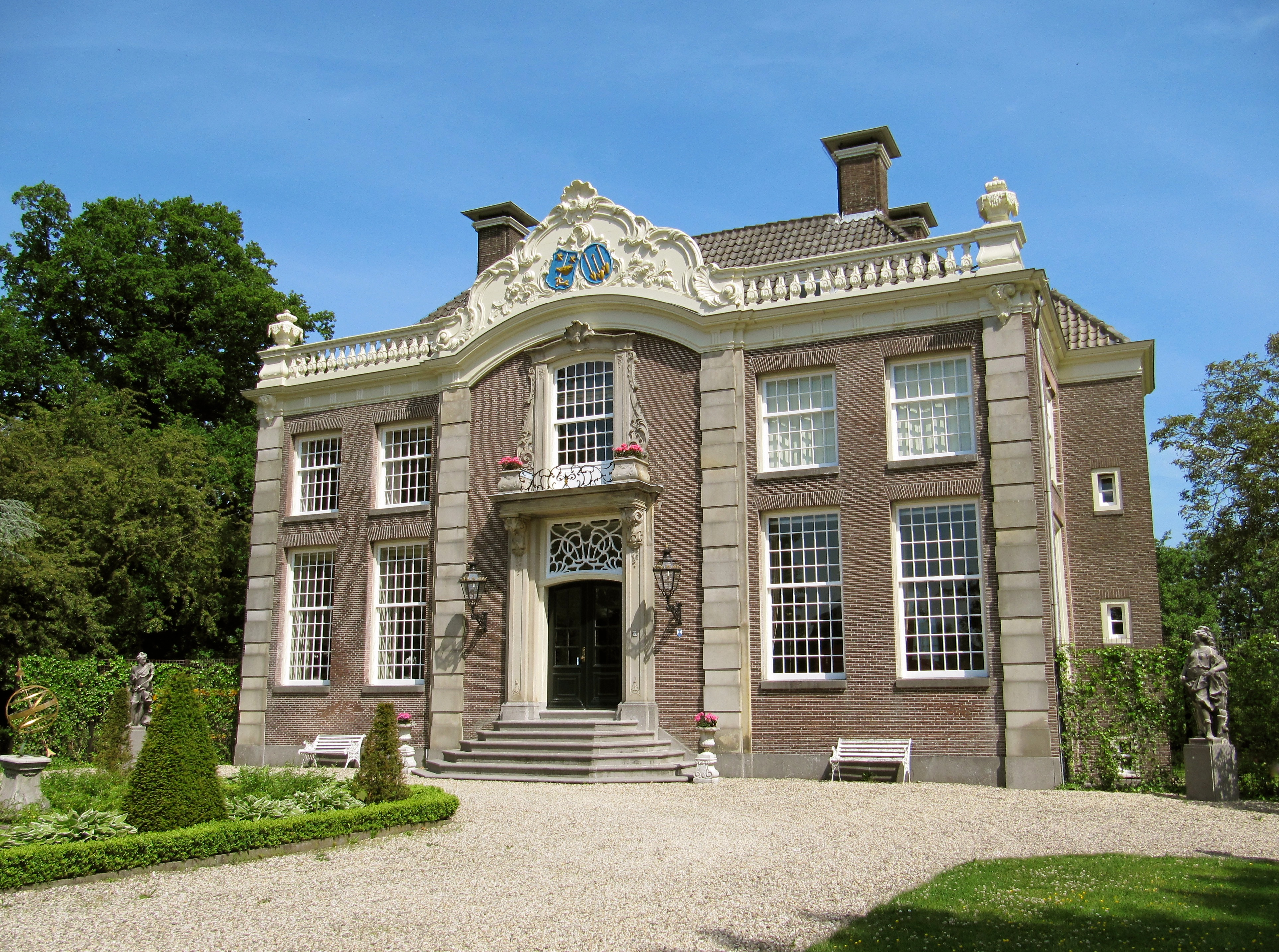
Buitenplaats Vechtvliet langs de rivier de Vecht.

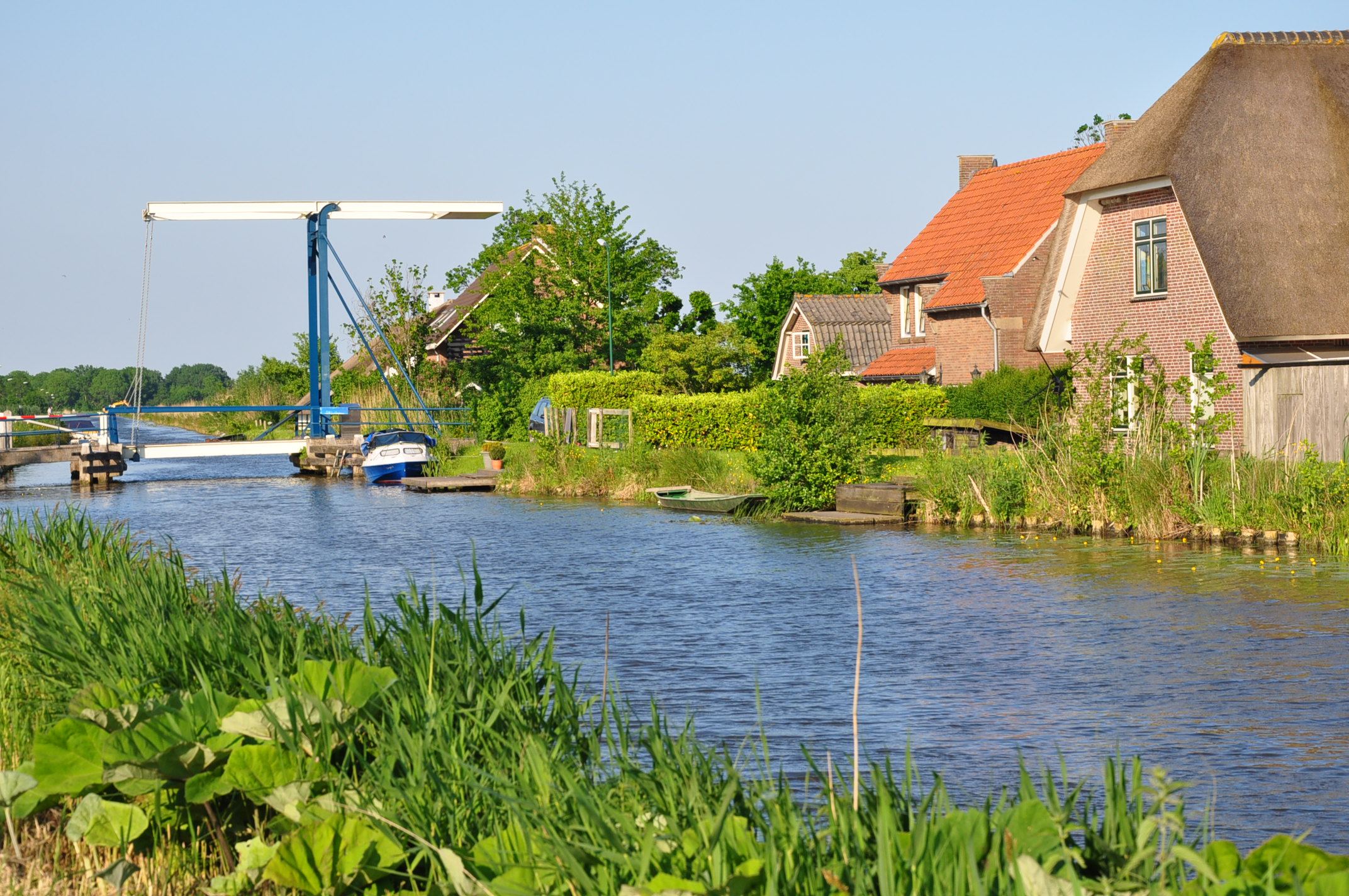
Polderlandschap bij de buurtschap Spengen.

Stichtse Vecht is een gemeente in de Nederlandse provincie Utrecht. De gemeente is op 1 januari 2011 ontstaan door samenvoeging van de gemeenten Breukelen, Loenen en Maarssen. Stichtse Vecht heeft 65.878 inwoners op 22 november 2024 (bron: CBS). Het gemeentehuis staat in Maarssen.

## Ligging en indeling
Stichtse Vecht ligt tussen de steden Utrecht, Hilversum en Amsterdam. Centraal door de gemeente loopt de rivier de Vecht. Vanaf de gemeente Utrecht liggen tal van woonplaatsen en buitenhuizen langs deze rivier, waarvan een groot deel in de gemeente Stichtse Vecht. In het noordelijke stroomgebied vallen plaatsen zoals Weesp en Muiden daarbuiten.
De gemeente omvat verscheidene dorpen en buurtschappen met als grootste Maarssenbroek, Maarssen-Dorp, Breukelen, Kockengen en Loenen aan de Vecht. De gemeente onderscheidt twaalf 'kernen'. Ruwweg van noord naar zuid zijn dit de volgende: Nigtevecht, Vreeland, Loenersloot, Loenen aan de Vecht, Nieuwersluis, Nieuwer Ter Aa, Breukelen, Kockengen, Maarssen-Dorp, Maarssenbroek, Tienhoven/Molenpolder (onder andere bestaande uit Tienhoven, Oud-Maarsseveen, Maarsseveen, Bethunepolder en Molenpolder), Op Buuren (woonwijk) en Oud-Zuilen.

### Aangrenzende gemeenten
| Aangrenzende gemeenten | Aangrenzende gemeenten | Aangrenzende gemeenten | Aangrenzende gemeenten | Aangrenzende gemeenten |
| ---------------------- | ---------------------- | ---------------------- | ---------------------- | ---------------------- |
|                        |                        | Amsterdam (NH)         |                        |                        |
| De Ronde Venen         |                        |                        |                        |                        |
|                        | Wijdemeren (NH)        |                        |                        |                        |
|                        |                        |                        |                        |                        |
| Woerden                |                        | Utrecht                |                        | De Bilt                |

## Geschiedenis
Vanaf de middeleeuwen vormde de rivier de Vecht een belangrijke verkeersader. Vroege bewoning kon in de Vechtstreek op de oeverwallen plaatsvinden. Daarbij waren er aan weerszijden van de rivier uitgestrekte veenmoerassen. Het zuidelijke stroomgebied kwam in de middeleeuwen merendeels te vallen onder het Sticht Utrecht, het noordelijke stroomgebied onder het Graafschap Holland. Gaandeweg werden de moerasgebieden langs de rivier grootschalig ontgonnen.
Langs de rivier werden kastelen en voorname huizen gebouwd waarvan er nog vele overeind staan zoals Slot Zuylen, Kasteel Nijenrode en ridderhofstad Gunterstein. In de 17e en 18e eeuw bouwden vooral rijke Amsterdamse kooplieden hun buitenhuizen aan de rivier. De zomerse stank van de singels en grachten dreef hen naar de Vechtstreek. Voorbeelden van de in totaal 72 buitenplaatsen binnen de gemeentegrenzen zijn Goudestein, Over-Holland en Rupelmonde. Het bracht rijkdom en welvaart in de dorpen aan de rivier.
Anno 2012 telde Stichtse Vecht ongeveer 760 rijksmonumenten en diverse beschermde dorpsgezichten. Vooral na de Tweede Wereldoorlog is op een aantal locaties binnen de gemeentegrenzen grootschalige nieuwbouw ontstaan. Maarssenbroek als kern met het hoogste aantal inwoners (circa 23.000) is daar een voorbeeld van. Naast de delen met een historisch dorpskarakter of een meer stedelijke uitstraling bestaat de gemeente in hoge mate uit landelijk gebied waarin zich onder meer polders met weidegrond en plassen bevinden.

## Verkeer en vervoer
Met de ligging tussen Utrecht en Amsterdam is ten westen van de rivier een corridor ontstaan die qua omvang in Nederland zijn weerga niet kent. De A2 kent 10 rijstroken, de spoorlijn Utrecht - Amsterdam 4 sporen en het Amsterdam-Rijnkanaal is ter plekke 120 meter breed. De verbindende weg tussen de verschillende kernen is de N402, een in 1812, door Napoleon, aangelegde weg als onderdeel van Route impériale 2 tussen Parijs en Amsterdam.
Het openbaar vervoer wordt uitgevoerd door Syntus Utrecht en U-OV (Qbuzz).

## Politiek
Bij de start op 1 januari 2011 werd Mirjam van 't Veld, tot dan de burgemeester van Maarssen, burgemeester van de nieuwe gemeente Stichtse Vecht. Daarvoor was zij van 2010 tot 2011 waarnemend burgemeester. Op 24 november 2010 werden er voor het eerst (herindelings)verkiezingen gehouden. Hierna werd een coalitie gevormd van VVD, CDA, D66, Streekbelangen, Het Vechtse Verbond en ChristenUnie-SGP, waarbij de eerste vier partijen wethouders afvaardigden in het eerste college van B&W.
Sinds 6 februari 2020 is Ap Reinders burgemeester van Stichtse Vecht.
De gemeenteraad van Stichtse Vecht bestaat uit 33 zetels. Hieronder de behaalde zetels per partij bij de gemeenteraadsverkiezingen sinds de herindelingsverkiezingen van 2010:
| Lokaal Liberaal                               | 1     | 4  | 8  | 7  |
| VVD                                           | 7     | 5  | 6  | 5  |
| D66                                           | 3     | 6  | -- | 4  |
| GroenLinks                                    | 2     | 2  | 5  | 3  |
| Streekbelangen                                | 2     | 3  | 3  | 3  |
| CDA                                           | 5     | 4  | 3  | 3  |
| PvdA                                          | 3     | 2  | 3  | 2  |
| ChristenUnie-SGP                              | 2     | 2  | 2  | 2  |
| Samen Stichtse Vecht (voormalig Maarssen2000) | 4     | 3  | 1  | 1  |
| SP                                            | --    | -- | -- | 1  |
| Het Vechtse Verbond                           | 2     | 1  | 1  | 1  |
| PVV                                           | --    | -- | 1  | 1  |
| Stichtse Vecht Beweegt                        | 1     | 1  | 0  | -- |
| Totaal                                        | 32    | 33 | 33 | 33 |
| Opkomst                                       | 44,3% |    |    |    |

De raad vergadert in het Koetshuis in Breukelen (Utrecht).

## Monumenten
In de gemeente zijn er een aantal rijksmonumenten, gemeentelijke monumenten, en oorlogsmonumenten, zie:
- Lijst van rijksmonumenten in Stichtse Vecht
- Lijst van gemeentelijke monumenten in Stichtse Vecht
- Lijst van oorlogsmonumenten in Stichtse Vecht